# ماركو أنطونيو لوبيز
ماركو أنطونيو لوبيز (بالإسبانية: Marco Antonio López)‏ مواليد 6 مايو 1987 في ولاية سان لويس بوتوسي، المكسيك، هو ملاكم محترف مكسيكي يصنف ضمن فئة وزن الريشة.

## إحصائيات
خاض خلال مسيرته 33 نزالا، فاز في 25 ولم يتعادل وخسر في 8. فاز بالضربة القاضية في 16 نزالا.

## روابط خارجية
- ماركو أنطونيو لوبيز على موقع بوكس ريك (الإنجليزية) (registration required)